# Bataille de Ramth-al-Lbane
Guerre du Sahara occidental
Batailles
La bataille de Ramth-al-Lbane a lieu le 13 mars 1979 opposant les troupes du Front Polisario et l'armée marocaine dans le secteur de Ramth-al-Lbane, au sud-ouest de Smara, dans le Sahara occidental revendiqué par les deux camps.

## Déroulement
Les combats opposent durant toute la journée du 13 mars 1979, les FAR à "quatre katibas" du Front Polisario comprenant 500 à 600 hommes, infiltrées dans le secteur Ramth-al-Lbane. Un communiqué du ministère de l'information affirme que les troupes marocaines ont infligé de lourdes pertes au Polisario.

## Bilan et conséquences
Selon le Maroc, les pertes du Polisario sont de 100 tués, dont 60 cadavres abandonnés sur le terrain. 17 véhicules et 5 camions ont été également détruits. Rabat reconnait cependant que 19 militaires marocains ont été tués, 49 blessés et 7 Jeeps ont été brûlés.